# Spectraalanalyse
Spectraalanalyse is het onderzoek naar het spectrum van een signaal of golfverschijnsel.
Voorbeelden van spectraalanalyse zijn:
- Prisma (licht)
- Oor (geluid)
- Spectroscopie